# Аккордные пункты
Аккордные пункты — общее название договоров, заключённых сословиями прибалтийских городов и местностей в процессе капитуляции при завоевании русской армией в ходе Северной войны. Пункты содержали условия перехода данного сословия в русское подданство и были позднее подтверждены Петром I. Пункты послужили одной из основ Прибалтийского гражданского права.

## Список соглашений
Список аккордных пунктов по:
- Аккордные пункты, заключённые между Лифляндским дворянством и фельдмаршалом Шереметевым

1. Сохранение Аугсбургского исповедания
2. Права дворянского и земского состояний (сословий)

- В порядке общественных учреждений
- В порядке службы
- В порядке суда и уголовных дел
- В порядке податей и повинностей
- По имуществу

- Пункты, разрешённые императором Петром I 12 октября 1710 года
- Пункты для города Риги, утверждённые фельдмаршалом Шереметевым 4 июля 1710 года

1. Свободное отправление Аугсбургского исповедания
2. Общее подтверждение привилегий
3. Права городского состояния в составе общества

- Городские учреждения
- Общественные городские имущества

1. Права городского состояния, в особенности каждому лицу принадлежащие
2. Права в порядке податей и повинностей

- Пункты для города Риги, разрешённые Петром I 12 октября 1710 года
- Аккордные пункты Эстляндского дворянства (29 сентября 1710 года)

1. Сохранение Аугсбургского исповедания
2. Общее подтверждение прав и привилегий
3. Права в составе дворянского общества

- Восстановление ландратов и ландмаршалов
- Устройство ландтага

1. Земское учреждение в порядке полиции и суда
2. Права дворянства и земства, в особенности каждому лицу принадлежащие

- В порядке уголовного суда
- По имуществу и обязательствам
- Права в порядке податей и повинностей

- Аккордные пункты города Ревеля (29 сентября 1710 года)

1. Сохранение свободы Аугсбургского исповедания
2. Общее подтверждение привилегий
3. Права городского состояния в составе городского общества
4. Городские доходы и имущества
5. Законы гражданства и учреждений судебных
6. Права городского состояния, в особенности каждому лицу принадлежащие

- В порядке суда и уголовных дел
- В порядке службы
- В порядке налогов и повинностей
- По имуществу и по обязательствам
- В отношении торговли